# مظاهرات قرغيزستان 2020
مظاهرات قيرغيزستان 2020 بدأت في 5 أكتوبر 2020 أعتراضاً على نتيجة الانتخابات البرلمانية التي وصفها المتظاهرون بأنها غير عادلة، ونتيجة للمظاهرات أُلغيت نتيجة الانتخابات في 6 أكتوبر 2020.